# Hyacinth von Schulheim
Hyacinth Edler von Schulheim (* 7. Januar 1815 in Graz; † 12. August 1875 in Klagenfurt) war ein österreichischer Richter und Politiker.

## Leben
Schulheim war der Sohn des Kriegskommissars Hyacinth Schulheim und katholischer Konfession. Er studierte von 1832 bis 1837 Philosophie und Rechtswissenschaften an der Universität Graz. Nach dem Studium war er von 1841 bis 1846 Magistrats- und Justizreferent bei der Militärkommunität in Zeng (Kroatien) und von 1846 bis 1847 Gerichtsaktuar beim Militärgouvernement in Zara (Dalmatien).Zwischen 1847 und 1848 arbeitete er als Oberleutnant-Auditor beim lombardisch-venezianischen Justizdepartement in Verona und von 1848 bis 1854 als Hauptmann-Auditor beim Justizdepartement in Graz. 1848/49 war er auch Redakteur der offiziellen "Grazer Zeitung".
Ab 1854 war er Landesgerichtsassessor, dann Leiter des Bezirksgerichts und später Landesgerichtsrat am Landesgericht Graz und seit Anfang der 1870er Jahre Landesgerichtspräsident am Landesgericht Klagenfurt.
Vom 12. April 1849 (für Johann Hillebrand) bis zum 16. Mai 1849 vertrat er den Wahlkreis 16. Steiermark (Judenburg) in der Frankfurter Nationalversammlung. Im Parlament blieb er fraktionslos. Vor 1859 war er Vorsitzender des Welden-Denkmal-Komitees in Graz.

## Werke
Er war Verfasser juristischer Schriften sowie zahlreicher Gedichte, Novellen und Reiseschilderungen (unter anderem "Gedichte", Graz 1836).